# Уряд Киргизстану
Уряд Киргизстану — вищий орган виконавчої влади Киргизстану.

## Голова уряду
- Прем'єр-міністр — Суронбей Жінбеков (англ. Sooronbay Jeenbekov).
- Віце-прем'єр-міністр — Мухамметкали Абулгазієв (англ. Mukhammetkaly Abulgaziev).
- Віце-прем'єр-міністр — Олег Панкратов (англ. Oleg Pankratov).
- Віце-прем'єр-міністр — Гульміра Кудайбердиєва (англ. Gulmira Kudaiberdieva).

## Кабінет міністрів
Склад чинного уряду подано станом на 12 серпня 2016 року.
| Логотип | Міністерство                                                  | Міністр                                           | Фото | Час на посаді | Час на посаді | Партія | Партія | Вебсайт |
| ------- | ------------------------------------------------------------- | ------------------------------------------------- | ---- | ------------- | ------------- | ------ | ------ | ------- |
|         | Міністр Кабінету міністрів                                    | Акилбек Осмоналієв (Akylbek Osmonaliev)           |      |               |               |        |        |         |
|         | Міністерство внутрішніх справ                                 | Кашгар Джунушалієва (Kashgar Djunushalieva)       |      |               |               |        |        |         |
|         | Міністерство економіки                                        | Арзибек Новіков (Arzybek Novikov)                 |      |               |               |        |        |         |
|         | Міністерство з надзвичайних ситуацій                          | генерал-майор Кубатбек Боронов (Kubatbek Boronov) |      |               |               |        |        |         |
|         | Міністерство закордонних справ                                | Ерлан Абдилдаєв (Erlan Abdyldaev)                 |      |               |               |        |        |         |
|         | Міністерство культури, інформації та туризму                  | Алтинбек Максутов (Altynbek Maksutov)             |      |               |               |        |        |         |
|         | Міністерство науки і освіти                                   | Ельвіра Сариєва (Elvira Sarieva)                  |      |               |               |        |        |         |
|         | Міністерство охорони здоров'я                                 | Талантбек Батиралієв (Talantbek Batyraliev)       |      |               |               |        |        |         |
|         | Міністерство праці та соціального розвитку                    | Базрбаєв Кувейт (Bazrbaev Kuwait)                 |      |               |               |        |        |         |
|         | Міністерство сільського господарства і харчової промисловості | Турдуназір Бекбоєв (Turdunazir Bekboev)           |      |               |               |        |        |         |
|         | Міністерство транспорту і зв'язку                             | Заміербек Айдаров (Zamierbek Aydarov)             |      |               |               |        |        |         |
|         | Міністерство фінансів                                         | Адилбек Касималієв (Adylbek Kasymaliev)           |      |               |               |        |        |         |
|         | Міністерство юстиції                                          | Йилдиз Мамбеталієва (Jyldyz Mambetalieva)         |      |               |               |        |        |         |

### Державні комітети
| Логотип | Державний комітет                                                  | Голова                                    | Фото | Час на посаді | Час на посаді | Партія | Партія | Вебсайт |
| ------- | ------------------------------------------------------------------ | ----------------------------------------- | ---- | ------------- | ------------- | ------ | ------ | ------- |
|         | Голова Державний комітет з питань оборони                          | Тюркік Сарімсакович (Turkic Sarimsakovic) |      |               |               |        |        |         |
|         | Державний комітет промисловості, енергетики і мінеральних ресурсів | Дуйшенбек Зілалієв (Duishenbek Zilaliev)  |      |               |               |        |        |         |
|         | Голова Державний комітет інформаційних технологій і зв'язку        | Бакит Сарсембієв (Bakyt Sarsembiev)       |      |               |               |        |        |         |
|         | Голова Державний комітет національної безпеки                      | Абділ Сегізбаєв (Abdil Segizbaev)         |      |               |               |        |        |         |